# Barkåkra församling
Barkåkra församling är en församling i Bjäre-Kulla kontrakt i Lunds stift. Församlingen ligger i Ängelholms kommun i Skåne län och utgör ett eget pastorat.

## Administrativ historik
Församlingen har medeltida ursprung. Tidigt införlivades Vantinge församling. År 1516 införlivades Luntertuns församling.
Församlingen var från 1516 till 1568 annexförsamling i pastoratet Ängelholm och Barkåkra, för att därefter till 1962 vara moderförsamling i pastoratet Barkåkra och Rebbelberga. Från 1962 utgör församlingen ett eget pastorat.

## Kyrkor
- Barkåkra kyrka